# Leave (Get Out)
Leave (Get Out) este discul single de debut al cântăreței JoJo. Piesa este primul single extras de pe albumul JoJo.
Videoclipul, regizat de Erik White și filmat în august 2003. Coregrafiat de Laurieann Gibson, are loc într-un liceu din California. JoJo este văzută cu prietenii ei în curtea din spate, pe hol și în toaleta fetelor. O vedem și dansând cu majorete, inclusiv fotografii agățate pe pereți cu presupusul ei fost iubit. Videoclipul a primit difuzare extinsă pe MTV, BET, VH1, Radio Disney și Nickelodeon. Videoclipul a fost nominalizat pentru cel mai bun artist nou la MTV Video Music Awards 2004, făcându-l pe JoJo cel mai tânăr nominalizat la MTV Video Music Award. Clipul a fost, de asemenea, scos din Total Request Live de la MTV, după ce a petrecut 50 de zile în numărătoarea inversă, inclusiv două zile pe primul loc, făcând-o cea mai tânără artistă care a primit un videoclip muzical și a ajuns pe primul loc în top.

## Ordinea pieselor

### Varianta pentru Statele Unite
1. Leave (Get Out) (Versiunea de pe album) – 4:03
2. Leave (Get Out) (Remix Hip Hop) – 3:50
3. Leave (Get Out) (Remix dance) – 3:54
4. Leave (Get Out) (Versiunea instrumentală) – 4:40
5. Not That Kinda Girl – 3:28

### Varianta pentru Regatul Unit
1. Leave (Get Out) (Varianta pentru radio) – 3:49
2. Leave (Get Out) (Remix dance) – 3:54